# Фердинанд VII
Фердинанд VII (исп. Fernando VII; 14 октября 1784, Мадрид — 29 сентября 1833, Мадрид) — сын Карла IV Бурбона, король Испании в марте — мае 1808 года и с 1813 года.

## Биография
Фердинанд родился 14 октября 1784 года в столице Испании городе Мадриде в семье испанского короля Карла IV.
Он нередко конфликтовал с отцом и имел репутацию вождя национальной партии, оппонирующей Наполеону I, послушным орудием которого был Карл (в действительности Фердинанд вёл собственные переговоры с Наполеоном, приведшие к эскориальскому заговору). После вторжения Наполеона в Испанию, народного восстания в поддержку принца и отречения отца в 1808 году провозглашён королём. Вскоре сын и отец были фактически арестованы Наполеоном в Байонне, под давлением отреклись от прав на престол, после чего Бонапарт посадил на испанский престол своего старшего брата Жозефа. Антифранцузское сопротивление в Испании признавало Фердинанда законным королём, в то время как он сам никак не участвовал в этой борьбе.
В 1813 году французы были вытеснены из Испании, и Фердинанд вновь стал королём в мае 1814 года (Карл IV был ещё жив в Риме, но в Испанию не вернулся).
Политика Фердинанда VII была жёстко антилиберальной и контрреволюционной, с его деятельностью связан террор против различного рода освободительных движений. Личность короля, первоначально бывшего символом национальной борьбы, стала крайне непопулярной.
В 1820—1823 годах в Испании вспыхнула гражданская война, в ходе которой военные во главе с Риего требовали от короля соблюдения конституции 1812 года. Восстание было подавлено по решению Священного союза с помощью французской армии, а Риего повешен, несмотря на ранее объявленную королём всеобщую амнистию.
При Фердинанде Испания лишилась латиноамериканских владений: в 1810-е-1820-е годы вице-королевства Америки в ходе революций во главе с Симоном Боливаром, Хосе де Сан-Мартином и другими стали независимыми республиками.
Женатый четырежды, король имел детей только от последнего брака с Марией Кристиной; старшую дочь Изабеллу он провозгласил в 1830 году наследницей, отменив салический закон. Членом регентского совета он поставил генерала Аумаду, который ранее приложил немало сил для возвращения Фердинанда на престол (позднее, за преданность династии, Изабелла пожалует генералу титул герцога). Смерть Фердинанда в 1833 году привела к гражданской войне между сторонниками малолетней Изабеллы II и сторонниками младшего брата Фердинанда дона Карлоса, так называемыми карлистами.
Фердинанд VII скоропостижно скончался 29 сентября 1833 года в родном городе.
23 мая 1815 года был награждён орденом Святого Андрея Первозванного.

## Образ в кино
- «Хромой дьявол» (Франция, 1948) — актёр Мишель Лемуан[фр.]